# Slavsk
Ne doit pas être confondu avec Heinrichswalde (Poméranie-Occidentale).
Slavsk (en russe : Славск ; en allemand : Heinrichswalde ; en polonais : Jędrzychowo ; en lituanien : Gastos) est une ville de l'oblast de Kaliningrad, en Russie, et le centre administratif du raïon Slavski. Sa population s'élève à 4 503 habitants en 2013.

## Géographie
Slavsk est située à 13 km à l'ouest de Sovetsk, à 84 km au nord-est de Kaliningrad et à 1 009 km à l'ouest de Moscou. À une dizaine de kilomètres au sud-est passe la route fédérale A216, qui commence au niveau de l'A229 (Kaliningrad - Tchernychevskoïe) à Talpaki, pour finir à Sovetsk à la frontière lituanienne.

## Histoire
Jusqu'en 1945, la ville s'appelait Heinrichswalde (« forêt d'Henri ») et faisait partie de l'arrondissement de Niederung dans la province de Prusse-Orientale. Elle fut annexée par l'Union soviétique après la Seconde Guerre mondiale et renommée Slavsk.
La ville possède une gare sur la voie ferrée Kaliningrad – Sovetsk.

## Population
Recensements (*) ou estimations de la population
| 1885  | 1890  | 1910  | 1925  | 1933  |
| ----- | ----- | ----- | ----- | ----- |
| 1 592 | 1 728 | 2 406 | 2 581 | 3 180 |

| 1939  | 1959* | 1970* | 1979* | 1989* |
| ----- | ----- | ----- | ----- | ----- |
| 3 467 | 3 862 | 4 053 | 4 410 | 4 682 |

| 2002* | 2006  | 2010* | 2012  | 2013  |
| ----- | ----- | ----- | ----- | ----- |
| 5 172 | 4 979 | 4 614 | 4 575 | 4 503 |

## Personnalités liées à la ville
- Bernhard Schlick (de) (1841-1909), homme politique

## Jumelage
- Ronneby (Suède)